# Chika Sagawa
Chika Sagawa, nata Chika Kawasaki (左川ちか?, Sagawa Chika; Yoichi, 14 febbraio 1911 – Tokyo, 7 gennaio 1936), è stata una poetessa e traduttrice giapponese del primo periodo Shōwa.

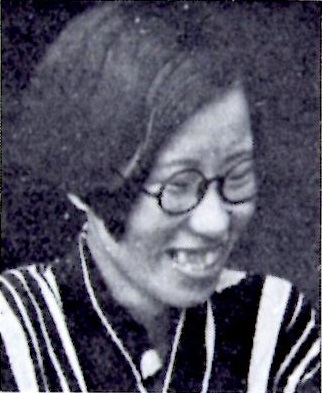
Chika Sagawa

Definita la prima poetessa modernista giapponese, con le sue numerose traduzioni ha contribuito a diffondere in Giappone la conoscenza degli scrittori europei e statunitensi e con le sue poesie innovative ha rappresentato una voce importante nella scena poetica d'avanguardia di Tokyo.
Trasferitasi nella capitale dalla provincia a diciassette anni, già l'anno successivo ha iniziato a pubblicare le sue traduzioni e successivamente le sue poesie nelle principali riviste letterarie del tempo, ottenendo l'apprezzamento e la stima dei suoi contemporanei. Le sue poesie in prosa e i suoi versi liberi frammentati di stile surrealista, fondono influenze occidentali con le sperimentazione del movimento modernista emerso a Tokyo dopo il grande terremoto del Kantō del 1923.
Attiva tra il 1930 e il 1935, la sua morte a soli ventiquattro anni, avvenuta nel 1936, ha contribuito nel dopoguerra a costruirne il mito e la difficoltà di reperimento delle sue opere - la prima edizione delle sue poesie, curata da Itō Sei, è stata pubblicata nel 1936, qualche mese dopo la sua scomparsa - a definirla una "poetessa fantasma".
La ripubblicazione delle sue opere complete nel XXI secolo e la loro traduzione in inglese e in spagnolo hanno contribuito alla sua riscoperta e a farla conoscere ad un pubblico sempre più ampio, avviando nuovi studi sulla sua poetica e sulla sua importanza nell'ambiente letterario del tempo.

## Biografia

Prefettura di Hokkaido

Chika Kawasaki (chiamata familiarmente “Ai”, scritta anche “Aiko”) nacque nel 1911 nel villaggio di Oaza Kurokawa, città di Yoichi, Hokkaido, in una famiglia benestante di proprietari terrieri in progressivo declino dopo la morte del nonno materno. Non conobbe mai il padre, crebbe con la madre, il fratellastro maggiore Noboru e la sorellastra minore Kiku.
Fin dalla prima infanzia ebbe problemi di salute, a causa dei postumi di una polmonite, ed ebbe difficoltà a camminare fino ai quattro anni; in seguito avrebbe sofferto di disturbi alla vista. Nel 1923, nonostante l'opposizione dei suoi parenti, grazie alla retta pagata dal fratellastro frequentò la scuola secondaria femminile della città portuale di Otaru (attuale Otaru Sakurayo High School), dove si diplomò e ottenne la licenza di insegnamento.
Dall'agosto 1928 si trasferì a vivere a Tokyo, dove risiedeva il fratellastro Noboru, e attraverso questi e il suo amico Itō Sei, che già conosceva dai tempi della scuola superiore, venne introdotta nell'ambiente letterario della capitale.

### Carriera
Durante la sua breve carriera letteraria, durata dal 1930 al 1935, Sagawa pubblicò circa novanta poesie in versi liberi e in prosa, traduzioni e articoli in varie riviste letterarie.
Shimada Ryū, autore di diversi studi su Sagawa Chika e curatore dell'edizione delle sue opere complete pubblicata nel 2022, ne ha suddiviso la carriera letteraria in quattro periodiː il primo, di "preparazione", è collocato tra l'aprile del 1929 e la primavera del 1930 e la vede impegnata esclusivamente come traduttrice, una sorta di periodo di apprendistato, sotto la tutela di Itō Sei, che le servì per sviluppare il suo stile personale; nel secondo, di "debutto", che va dall'estate del 1930 all'inizio dell'estate 1932, Sagawa affianca alla traduzione la critica modernista e la produzione di poesia in prosa; il terzo, di "consolidamento", compreso tra l'estate del 1932 e l'inizio dell'estate del 1933, la vede sospendere temporaneamente la traduzione per dedicarsi alla creazione poetica, pubblicata nelle principali riviste di poesia modernista, tra cui Hakushi (白紙. trad.: Pagina bianca), Bungei rebyū (文芸レビュー, Rassegna letteraria), Esupuri nūvuō  ( レスプリ・ヌウボオ Esprit nouveau); nell'ultimo periodo, di "svolta", da giugno 1933 a gennaio 1935, l'autrice ritorna all'attività di traduzione, esercitata in maniera indipendente, diversamente dal passato, e condotta di pari passo alla produzione di poesie, connotate da un originale stile poetico.

#### Inizio attività di traduttrice
Dall'aprile 1929, diciottenne, Ai Kawasaki iniziò a pubblicare traduzioni di opere in inglese, lingua in cui eccelleva, su Bungei rebyū, la rivista fondata da Itō Sei, Noboru Kawasaki e Kawara Naoichirō.

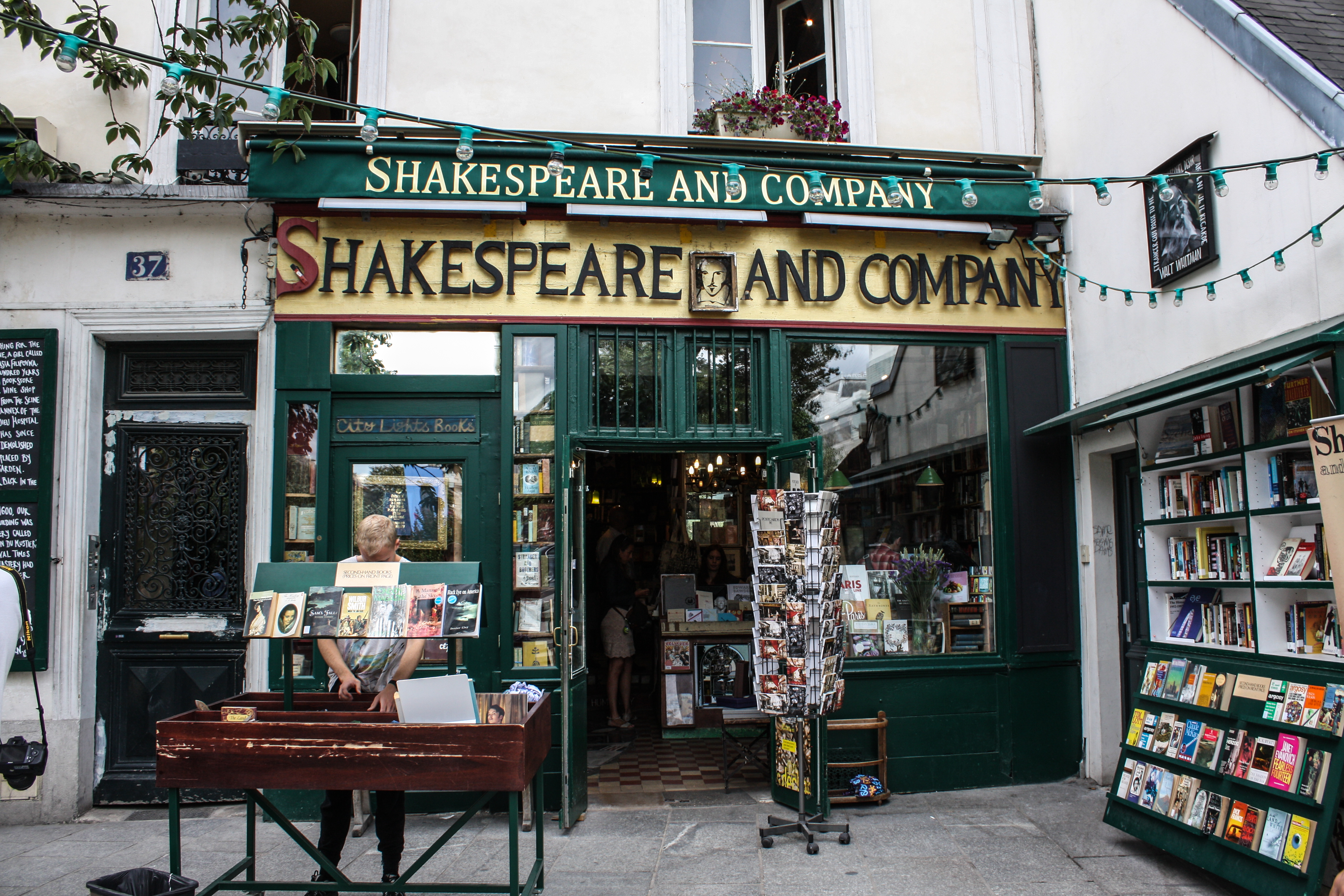
La libreria Shakespeare and Company di Parigi

Fin dai suoi primi lavori la giovane traduttrice cambiò il suo nome in Sagawa Chika. I due caratteri kanji di Sagawa, 左川 , significano "sinistra" e "fiume", e intendevano riferirsi alla Rive Gauche della Senna, quartier generale parigino di artisti e scrittori che lei amava. In quel luogo, inoltre, sorgeva la libreria Shakespeare and Company di Sylvia Beach e uno dei sogni di Sagawa era quello di aprire un simile punto di ritrovo a Ginza.

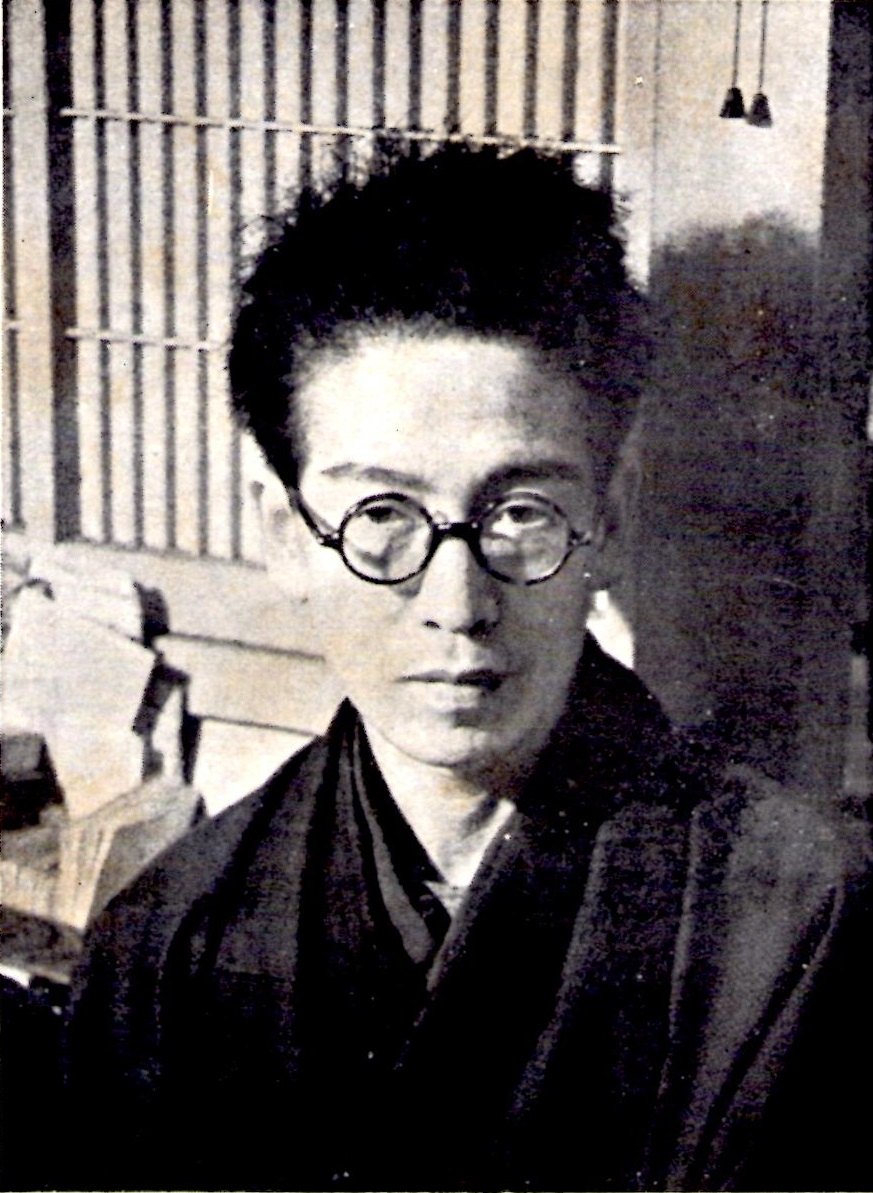
Lo scrittore Itō Sei, amico e mentore di Sagawa Chika

Gli autori delle sue prime traduzioni furono Ferenc Molnár (Kami no kuroi otoko no hanashi, La storia dell’uomo dai capelli neri), Aldous Huxley e Sherwood Anderson, i cui racconti, molto probabilmente selezionati da Itō Sei con lo scopo di introdurla alla scrittura degli autori modernisti per sviluppare in seguito il proprio stile, erano tratti dalla rivista statunitense Vanity Fair, fondata nel 1913, che funzionò da importante strumento di divulgazione in Giappone delle opere delle avanguardie letterarie statunitensi, tra cui T. S. Eliot e Gertrude Stein.
In totale nel 1929 Sagawa pubblicò nella rivista Bungei rebyū, sotto la supervisione di Itō Sei, sei traduzioni e un primo saggio, Mosukō geijutsuza shōwa (モスコオ芸術座小話, Aneddoto sul teatro d’arte di Mosca).
Il rapporto che la legava al suo mentore non era improntato alla semplice amicizia; il fratello della giovane, preoccupato di garantirle un buon futuro - era lui che aveva pagato la retta dell'istituto di istruzione superiore presso cui si era formata e l'aveva poi invitata a condividere il suo appartamento a Tokyo - nel gennaio 1929 propose all'amico scrittore di prenderla in moglie, ricevendone un rifiuto. Quando Itō, nel settembre 1930, si sposò con Ogawa Sadako, questo matrimonio inaspettato colpì profondamente Sagawa, anche se il suo rapporto con lui non ne fu seriamente compromesso; entrambi stavano lavorando su traduzioni di Joyce e continuarono a vedersi e a collaborare.
Secondo lo studioso Shimada Ryū, nel racconto pubblicato da Itō nel luglio del 1931, Umi no shōzō (海の肖像, Ritratto del mare), successivamente comparso nella raccolta Il festival delle creature (1932), il personaggio di Fuyuko, una donna che tormenta il protagonista con il suo amore non corrisposto, nelle successive edizioni descritta come una "sabotatrice d'amore", sarebbe stato modellato su Chika Sarawa.

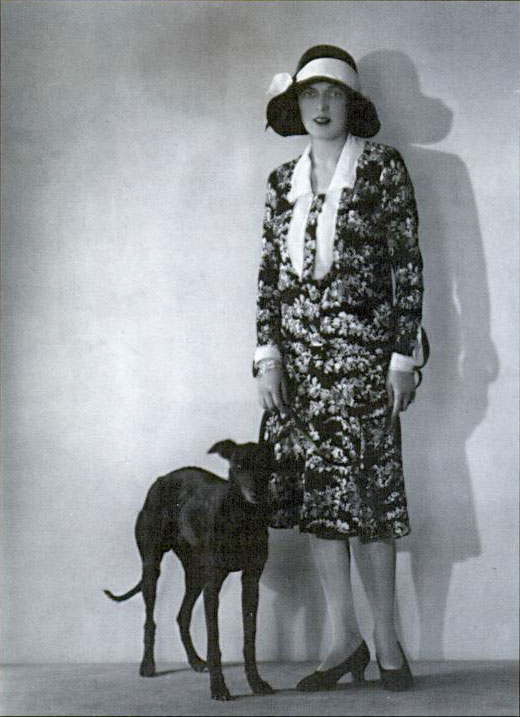
Caresse Crosby e il suo cane

Gli autori tradotti da Sagawa a partire dal 1929, esaminati nel contesto delle scelte di traduzione operate in quello stesso periodo dalle principali riviste giapponesi di poesia modernista, gettano luce sulla sua posizione, il suo grado di indipendenza all'interno degli ambienti letterari della capitale e sulle relazioni che tali iniziative editoriali intrattenevano con le riviste moderniste occidentali.
Inizialmente la rosa di autori tradotti da Sagawa procedeva in modo parallelo alle tendenze della traduzione nel mondo della poesia.
L'anno successivo la prima poesia tradotta da Sagawa fu Sleeping Together del poeta ed editore statunitense Harry Crosby, uno dei rappresentanti della "generazione perduta", fondatore con la moglie Caresse della casa editrice di lingua inglese Black Sun Press, in cui vennero pubblicate le prime opere di molti scrittori modernisti, tra cui Hart Crane, D.H. Lawrence, Henry James ed Ernest Hemingway.
Sleeping Together, pubblicata nel 1930 sulla rivista Resupuri nūvuō (レスプリ・ヌーヴォー , trad.: L'Esprit Nouveau), venne tratta dal numero di marzo 1930 del periodico letterario sperimentale Transition, di lingua inglese, ma fondato a Parigi nel 1927 dal poeta Eugene Jolas e dalla moglie, che divenne ben presto riferimento degli artisti surrealisti, espressionisti e dadaisti e "simbolo della nuova letteratura in Europa intorno al 1930".
Secondo quanto avrebbe ricordato il suo amico poeta Yukio Haruyama, Sagawa, accolta nella comunità letteraria che si raccoglieva intorno al poeta Kitasono Katsue, festeggiò il successo derivatole da questa traduzione comprando delle pantofole rosse in un grande magazzino e concedendosi una lunga passeggiata a Ginza.

#### Consolidamento dell'attività di traduttrice

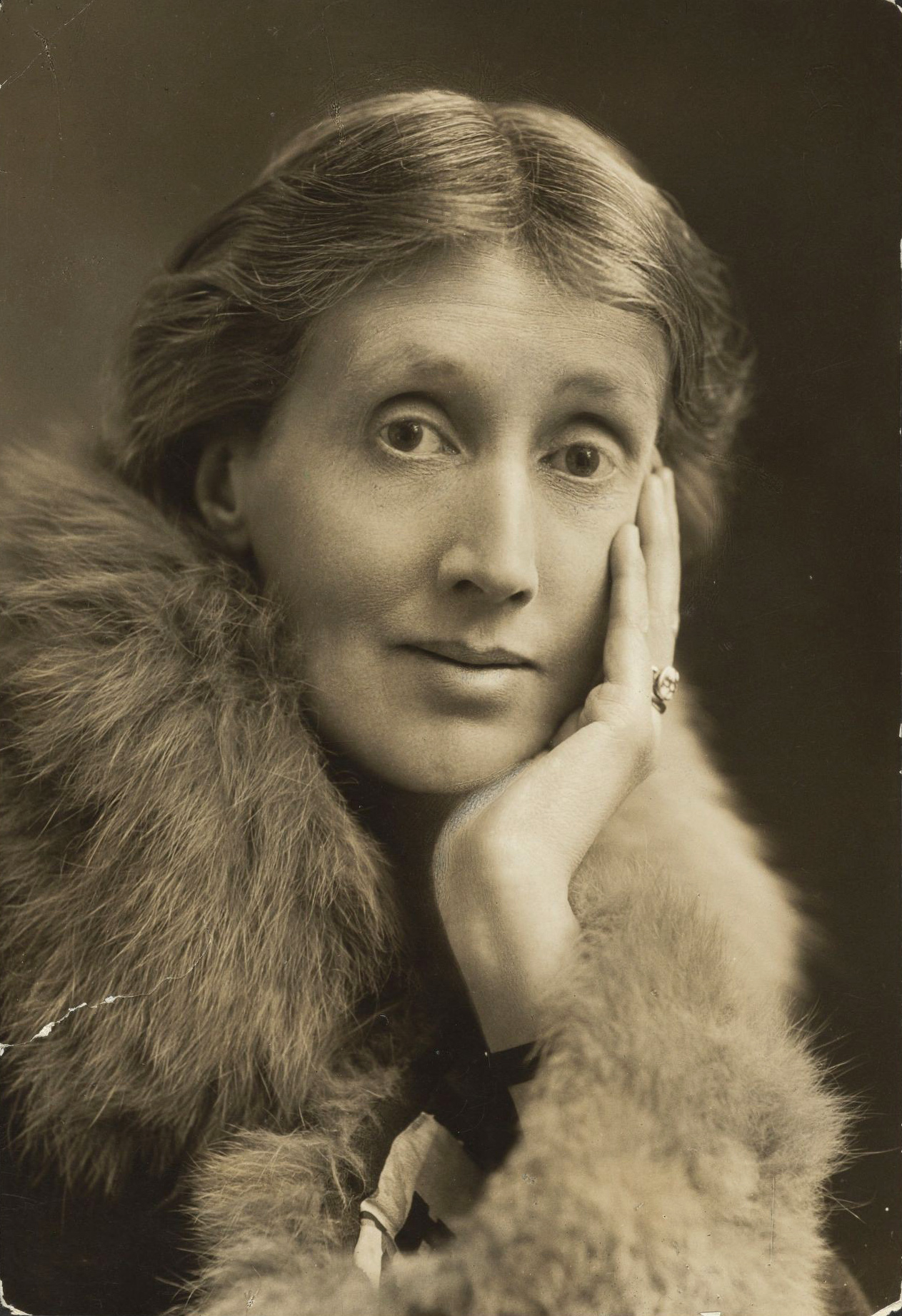
Virginia Woolf, 1927

Tra il 1931 e il 1932 tradusse per la prima volta in Giappone la raccolta di poesie Musica da camera (1907) di James Joyce, pubblicata a puntate nella rivista Shi to shiron (と詩論, Poesia e poetica), alcune raccolte di racconti di Virginia Woolf, come Una casa infestata e Lunedì o martedì che uscirono serializzati nelle riviste Shin Bungaku (新文学研究 Nuova ricerca letteraria), Kyō no shi (今日の詩, Poesia oggi) e Shīnoki (椎の木, Castagno).
È stato notato come queste traduzioni, diversamente da quelle di altri addetti ai lavori, travalicassero lo stile del loro autore e il significato originale. Per quanto riguarda, ad esempio, le caratteristiche della traduzione di Sagawa della raccolta Musica da camera di Joyce, lei stessa in una nota avvisò il lettore di aver abbandonato la rima della poesia originale, convertita in uno stile di prosa.
Avrebbe adottato inoltre nella sua traduzione e in seguito nelle sue poesie soluzioni linguistiche originali, come "heart", cuore, tradotto con il termine shinzō (心臓), che allude all'organo fisico, e non con kokoro (心) che rinvia alla mente, allo spirito, al sentimento, con l'intento di contenere il lirismo, e, sotto l'influenza della grammatica inglese, avrebbe introdotto l'uso frequente di forme plurali forzate di parole giapponesi, come taiyō-ra ("soli").

#### Le traduzioni degli anni 1933-1935
In questa nuova fase di attività di traduzione che va da giugno 1933 a giugno 1935 intervengono dei cambiamenti: gli autori tradotti dalla giovane sono quasi tutti poeti e quasi sconosciuti nei circuiti letterari giapponesi, come Howard Weeks, Bravig Imbs, Charles Reznikoff e Mina Loy, quest'ultima mai tradotta in precedenza nel paese; questo dato porterebbe a pensare che sia stata la stessa Sagawa a sceglierli, liberandosi dalla tutela di Itō Sei o di altri e dalle tendenze in voga nel mondo della poesia e delle riviste letterarie giapponesi.

#### Debutto e affermazione come poetessa
地殻の腫物をなめつくした。

美麗な衣裳を裏返して、都会の夜は女のやうに眠つた。

私はいま殻を乾す。

鱗のやうな皮膚は金属のやうに冷たいのである。

顔半面を塗りつぶしたこの秘密をたれもしつてはゐないのだ。

夜は、盗まれた表情を自由に廻転さす痣のある女を有頂天にする»
Leccavano i rigonfiamenti della crosta della terra.

Rivoltando i suoi indumenti, la notte urbana dormiva come una donna.

Ora appendo il mio guscio ad asciugare.

La mia pelle squamosa è fredda come il metallo.

Non c'è nessuno che conosca il segreto dipinto sulla metà del mio volto.

La notte delizia la donna con la ferita sul viso, libera di far circolare ogni espressione rubata.»
(Sagawa Chiki, Konchū (Insetti), in Variétés, agosto 1930)

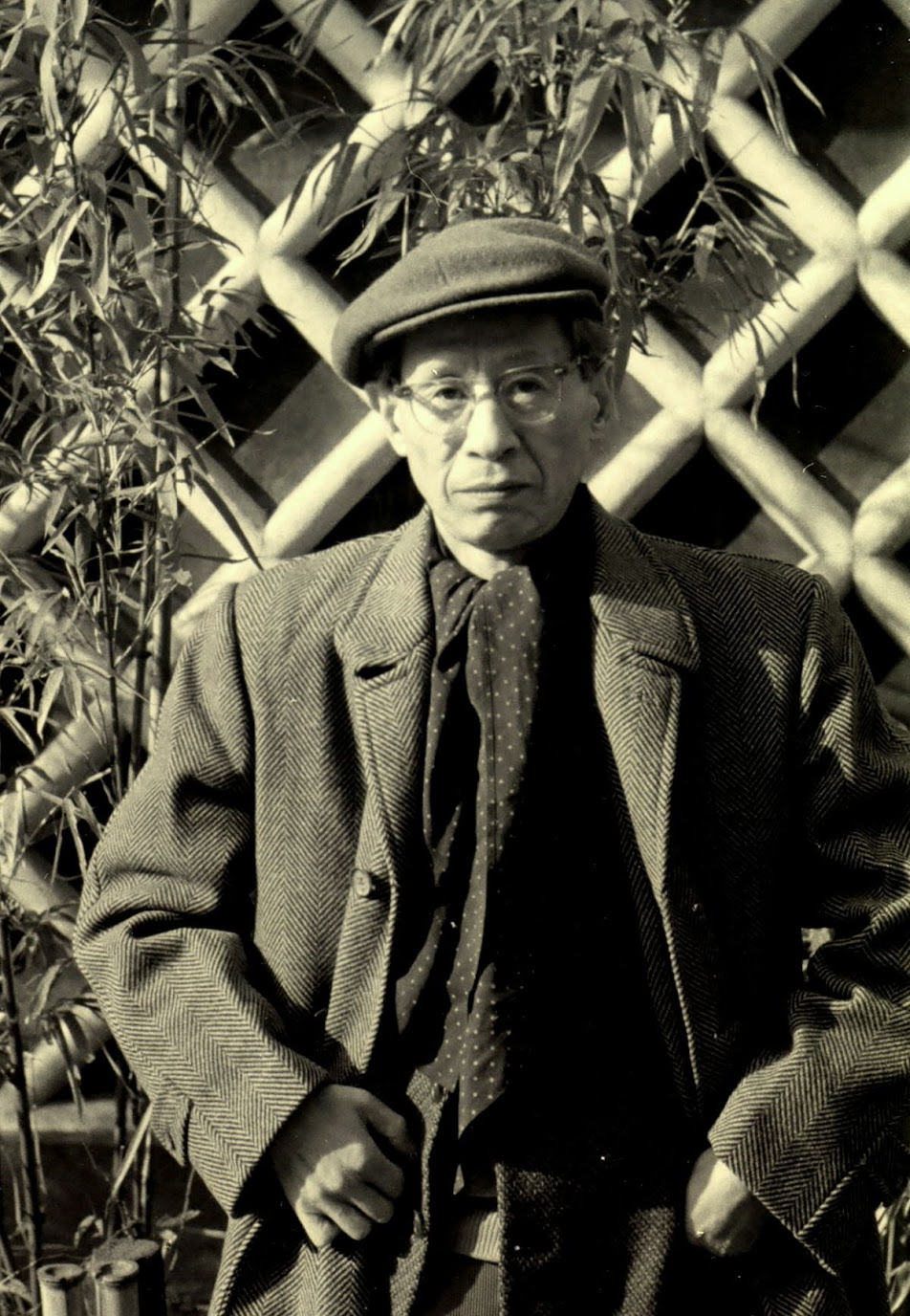
Il poeta Kitasono Katsue

Il 1930 fu l'anno del debutto di Sagawa come poetessa: pubblicò Konchū (昆虫, Insetti) sulla rivista Varietà (ヴァリエテ), a cui collaborava il fratello, e Aoi uma (青い馬, Cavallo blu) sulla rivista Hakushi (白紙, Pagina bianca), diretta dal poeta e artista Kitasono Katsue, autore con i fratelli Ueda del primo manifesto surrealista giapponese e tra i principali rappresentanti della scena modernista, che dopo aver letto alcune sue poesie la volle tra i suoi collaboratori. Due mesi dopo pubblicò su Hakushi Fotografie d'autunno (秋の写真) e altre sue creazioni, come Il mare che cade (墜ちる海) nell'Esprit nouveau.
Le poesie di stampo modernista pubblicate da Sagawa, oltre alle sue traduzioni di racconti e saggi, catturarono l'attenzione della comunità di scrittori che iniziò ad apprezzarla: fu elogiata, oltre che da Itō Sei e da Kitasono Katsue, anche da Yukio Haruyama, Junzaburo Nishiwaki, Momota Sōji e Sakutaro Hagiwara.
Nel periodo in cui stava traducendo Joyce, la giovane poetessa cominciò a modificare il suo aspetto, scegliendo degli occhiali con una montatura rotonda bordata di nero, simile a quella dello scrittore irlandese, frangetta e taglio corto alla moda da moga (モダンガール, modan gāru, trad.: ragazze moderne), e ad indossare vestiti neri, disegnati da lei (avrebbe sostituito due anni più tardi il nero con indumenti a colori, come il blu e il verde), un berretto nero e un anello con uno scarabeo, contribuendo a creare il suo personaggio di intellettuale modernista.
Nel 1931 pubblicò altre poesie in un numero crescente di riviste; l'attività creativa aumentò negli anni successivi, mentre diminuì quella della traduzione, in parte sospesa per circa un anno, dall'estate 1932 all'estate 1933.
Nel 1932, l'anno della sua maggiore produzione poetica, scrisse oltre venti componimenti e iniziò la produzione di poemi in prosa, come Shinpi (神秘, Mistero) e Yume (夢, Sogno), pubblicati su Shīnoki e Madamu buranshu (マダム・ブランシュ, Madame Blanche). Quest'ultima rivista, prima denominata Hakushi, fungeva da riferimento per l'omonimo circolo modernista presieduto da Kitasono Katsue, in seguito diventato Club D'Arcueil, dal nome della città in cui viveva Erik Satie. Al Club prese parte anche Sagawa, che nell'apertura del primo numero pubblicò la poesia Shiro to kuro (白と黒, Bianco e nero).
In uno degli incontri del Club Sagawa conobbe la giovane poetessa Shōko Ema, con cui avrebbe stretto un forte legame di amicizia. Approfondì anche il suo rapporto con il poeta Momota Sōji, che fu per lei una figura paterna, sostenendola sia nella vita pubblica che in quella privata. Nel 1933 divenne collaboratrice di diverse riviste di poesia femminile, tra cui Nyonin shi (Poesia femminile) e avviò fitte corrispondenze con altre poetesse giapponesi.
Sempre nello stesso anno codiresse con Kitasono la rivista Esprit che chiuse dopo soli quattro numeri, nel 1934.
In questo periodo le sue poesie sperimentali acquistarono sempre più la forma di poemi in prosa, quasi simili a racconti brevi, come Zensōkyoku (Preludio), pubblicato nel 1934. All'amica Shōko Ema avrebbe parlato del suo desiderio di passare dalla poesia alla scrittura di un romanzo, «qualcosa di dolce e che si sciolga sulla lingua come un gelato».
Nel febbraio 1934 la casa editrice Shiinokisha le dedicò un inserto speciale e nell'aprile dello stesso anno venne annunciato, ma non realizzato, il progetto di pubblicazione di una raccolta delle sue poesie, Sagawa Chika shishū, curata da Momota Sōji.

### Malattia e morte
Nell'aprile 1935 iniziò a lamentare dolori addominali e in ottobre, ricoverata in ospedale, le fu diagnosticato un cancro nella fase terminale. La madre, arrivata da Hokkaido, si prese cura di lei negli ultimi giorni; morì il 7 gennaio 1936 a casa di Noboru a Tokyo, all'età di 24 anni. Fu sepolta nella sua città natale di Yoichi.
Nel novembre del 1936 una raccolta contenente 75 sue poesie, intitolata Sagawa Chika shishū, fu pubblicata in forma anonima da Itō Sei per l'editore Shourinsha.

## Critica
Gli studi sull'opera di Sagawa hanno evidenziato una stretta relazione tra la sua esperienza di traduttrice, anticamera dell'acquisizione di uno stile nato dal confronto con gli esempi degli autori occidentali più acclamati nella scena modernista giapponese, e la sua creazione poetica.
Le sue poesie metterebbero in luce "l'intersezione di più lingue, ma anche di sistemi di scrittura e di significazione", interpretati da Irina Holca come una sorta di sfida, operata dall'autrice, delle "nozioni di autorialità e di traduzione", realizzata attraverso la "metabolizzazione" e la sovrapposizione di vocaboli, metafore, stile, immagini, appresi dai testi su cui aveva lavorato.
Oltre che da Musica da camera di Joyce, le poesie di Sagawa rivelano l'influenza dello stile di scrittura e della sensibilità di Virginia Woolf, ad esempio in due poesie in prosa: Midori no honoo (緑の焰, Fiamme verdi), ispirata al travolgente germogliare della primavera, pubblicata nel giugno 1931 nella rivista Shinkeishiki e Preludio (前奏曲) uscita nel novembre 1934 nella rivista Cahiers カイエ. Dalla stessa Woolf avrebbe appreso il senso del colore, in particolare l'idea poetica del "verde", presente come riferimento nel racconto Blue and Green, incluso nella raccolta Lunedì o Martedì e ne La casa infestata, tradotte da Sagawa. Tale colore sarebbe stato successivamente reinterpretato nelle sue poesie come simbolo di una forza esterna prorompente e vitale, identificata con la natura e percepita come una minaccia.
Secondo una delle traduttrici delle sue opere, Sawako Nakayasu, le poesie di Sagawa sono "deliziosamente surreali" e "operano in modo simile a un tableau o a un montaggio, posizionando le immagini una dopo l'altra negli occhi del lettore"; in esse sarebbe avvertibile la tensione tra natura e artificio, ambientazione rurale e urbana, "esplorate con una violenza sottile e spesso viscerale".
Il poeta e critico letterario Junzaburo Nishiwaki così ha commentato l'opera di Shagawa: "Poiché le piaceva cantare, le sue poesie enfatizzavano la musicalità e le sue idee erano estremamente liriche, ma allo stesso tempo stranamente popolari e con una forte influenza simbolista".

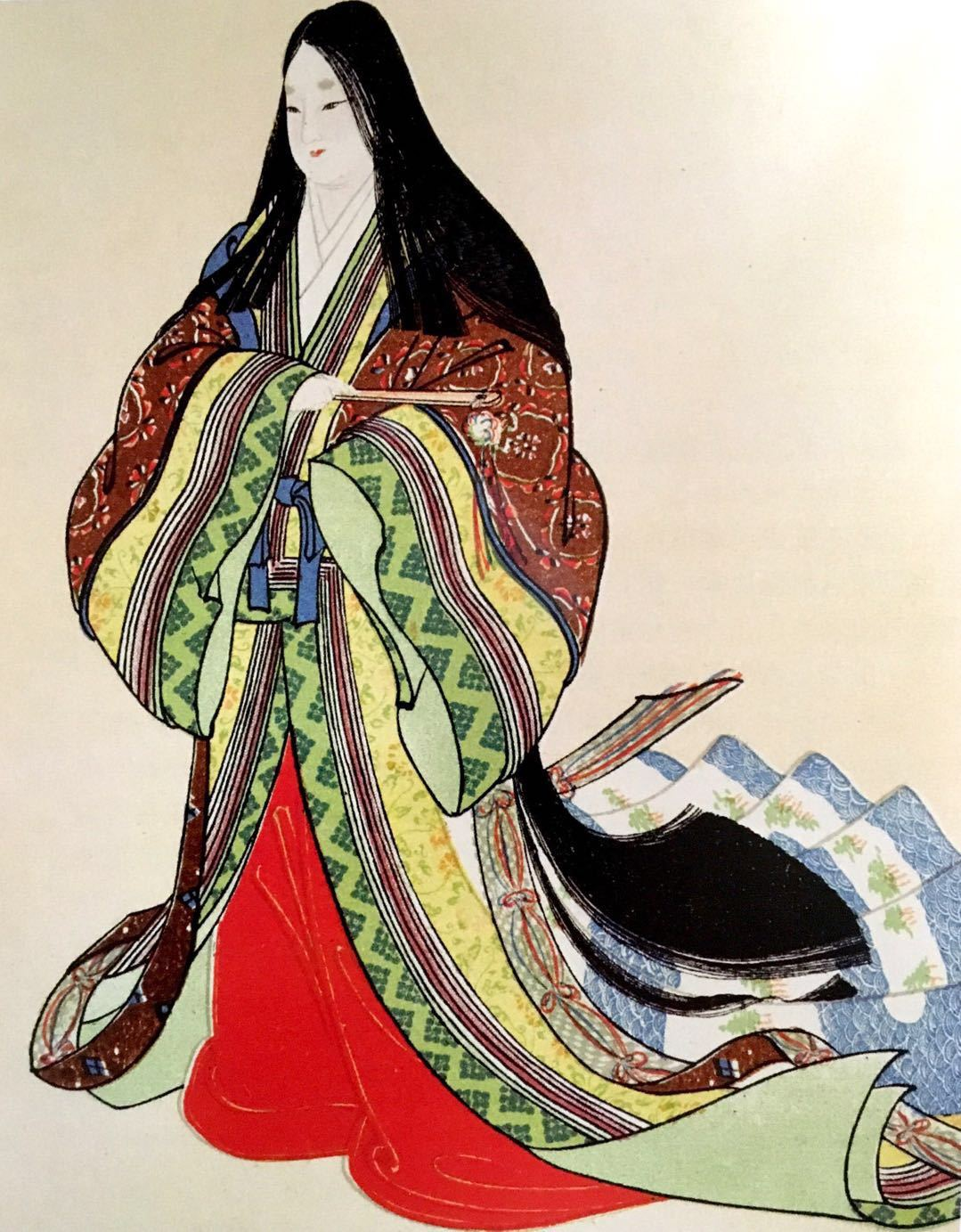
Murasaki Shikibu, autrice del Genji monogatari ("Storia di Genji"), capolavoro dell'XI secolo

Le ricercatrici Rina Kikuchi e Carol Hayes, autrici di una traduzione delle poesie di Sagawa, hanno osservato come la sua sperimentazione poetica abbia riguardato i temi - molto presenti i motivi della morte, della solitudine e della natura -  e lo stile, caratterizzato dall' "unicità delle sue metafore" e da un linguaggio "surrealista" simile agli scritti modernisti occidentali. La sua sperimentazione avrebbe coinvolto anche la struttura grammaticale e la punteggiatura, come ad esempio l'uso di ampi spazi tra le frasi, non in uso nei testi giapponesi.
Interrogandosi sui motivi che avrebbero portato all'esclusione della poetessa dal canone letterario giapponese, nonostante il riconoscimento ricevuto dai suoi contemporanei, gli studiosi hanno dato risposte diverse, attribuendo la sua rara presenza nei manuali di storia della poesia alla sua breve carriera e precoce scomparsa, alla sua appartenenza al genere femminile, sottolineando come, sebbene la tradizione di scrittrici giapponesi risalisse al periodo Heian, nel XIX e XX secolo la letteratura fosse prevalentemente dominata dagli uomini e la poesia femminile confinata in un settore separato; sono state richiamate, infine, come motivo di rimozione della poesia di Sagawa, nei decenni successivi alla sua morte, le sue affinità con i poeti occidentali, non molto gradite in un momento in cui gli storici della letteratura negli anni quaranta e cinquanta cercavano di plasmare un canone letterario unicamente giapponese.
Secondo le ricercatrici Kikuchi e Hayes, Sagawa sarebbe stata doppiamente emarginata: l'establisment maschile non l'avrebbe presa in considerazione perché al di fuori del "mainstream" poetico, che apparteneva agli uomini; la sua produzione sperimentale all'interno del movimento modernista non la rendeva collocabile nelle tradizioni poetiche consolidate di tanka e haiku, né ascrivibile al genere della "letteratura femminile" nelle forme di scrittura proprie dello stile "watashi-gatari confessionale", ritenuto una delle principali caratteristiche degli scritti femminili prebellici; gli studi femministi, d'altro canto, si sarebbero disinteressati di lei ritenendo i suoi testi privi di precise tematiche femminili.
La sua traduttrice, Sawako Nakayasu, ha sostenuto che la poesia di Sagawa è "quasi asessuata", non parla "dell'esperienza vissuta femminile nel contesto della scrittura" e ha attribuito questa particolarità al problematico rapporto intrattenuto della poetessa con il proprio corpo, vissuto come "alieno, distante e minaccioso", e con la propria esistenza fisica, ritenuta precaria. I temi della morte, del decadimento, della malattia, sono molto presenti nelle sue poesie, nelle quali prevarrebbe "una relazione individuale con il mondo e con la natura".
Condivide questa posizione anche Ellis Toshiko, autrice di un articolo che esamina tre poetesse giapponesi contemporanee - Yosano Akiko, Sagawa Chika e Itō Hiromi - come esempi di autrici che hanno rotto le convenzioni della “poesia femminile” e sovvertito "l'immagine della femminilità tradizionalmente ritratta nelle poesie scritte da donne giapponesi". Anche secondo Ellis nelle poesie di Sagawa Chiki il corpo sarebbe poco presente, pur funzionando da "punto di riferimento per relazionarsi con il mondo esterno". In poesie come Midori no Honoo (Fiamme verdi) viene trasmessa l'immagine di una donna intenta a difendere la propria fragilità fisica dall'assalto travolgente della forza vitale della natura: il verde della primavera le provoca un senso di soffocamento, il mondo esterno le è ostile; in Shi no hige (La barba della morte) la morte si impadronisce di lei, spogliandola del suo "guscio" protettivo.
Sebbene Sagawa associ la sua fisicità alla "consapevolezza del suo imminente annientamento" e alla morte, a differenza di Yosano che attraverso il corpo afferma la propria identità femminile, entrambe, conclude Ellis, pongono il corpo come il "fulcro dell'auto-riconoscimento".

## Opere (edizioni)
- (JA) Sagawa Chika, 左川ちか詩集 / Sagawa Chika shishu [Raccolta di poesie di Sagawa Chika], a cura di Itō Sei, Shōshinsha, 1936.
- (JA) Sagawa Chika, 左川ちか全詩集 / Sagawa Chika Zen Shishū [Raccolta completa delle poesie di Sagawa Chika], a cura di Yuuka Ono, Hiroyoshi Sone, Hironori Kawasaki, Mori Kaisha, 1983.
- (JA) Sagawa Chika, 左川ちか全集 / Sagawa Chika zenshū, a cura di Shimada Ryū, Shoshi Kankanbō, 2022, OCLC 1366126766.

### Traduzioni
- (EN) Chika Sagawa, The collected poems of Chika Sagawa, traduzione di Sawako Nakayasu, Ann Arbor, Canarium Books, 2015, OCLC 892890901.[50]
- (ES) Sagawa Chika, Nakamura Tamiko, Insectos, Madrid, Ediciones Torremozas, 2022, OCLC 1378588648.